# Горбунов, Владимир Николаевич
Владимир Николаевич Горбунов (27 февраля 1948 — 12 июля 2016, Кострома) — советский футболист, полузащитник.

## Биография
Начинал играть в хоккей с мячом, выступал за сборную Нерехты. В 1967 году был приглашён в футбольную команду «Спартак» Кострома Виктором Пономарёвым. В 1968 играл за «Искру» Смоленск. Продолжал играть в футбол на армейской службе в Североморске. По возвращении завоевал Кубок Костромской области в составе команды Нерехты. В 1970 году по приглашению тренера Вячеслава Скоропекина вернулся в «Спартак», за который выступал ещё 11 лет во второй лиге.
В чемпионатах и кубках СССР сыграл 363 матча, забил 74 мяча.